# Юліан Ебергард
Юліан Ебергард (нім. Julian Eberhard; нар. 9 листопада 1986, Зальфельден, Австрія) — австрійський біатлоніст, срібний призер чемпіонату Європи з біатлону 2007 року в естафеті, учасник етапів кубка світу з біатлону. Молодший брат австрійського біатлоніста Тобіаса Ебергарда.

## Виступи на чемпіонатах світу
| Рік  | Місце проведення     | Інд | Спр | Пр | МС | Ест | ЗМ |
| 2013 | Нове Место-на-Мораві |     | 67  |    |    |     | 17 |

## Виступи на чемпіонатах Європи
| Рік  | Міце проведення     | Інд | Спр | Пр  | МС | Ест |
| 2006 | Лангдорф            | 38  | 32  | DNS |    | 8   |
| 2007 | Бансько             | 16  | 13  | 14  |    | 2   |
| 2009 | Уфа                 | 11  | 34  | DNS |    | 5   |
| 2010 | Отепя               | DNS | 15  | 17  |    | 9   |
| 2011 | Ріднаун-Валь Рідана |     | 29  | DNS |    | 4   |
| 2012 | Брезно-Осорбліє     | 6   | 16  | 18  |    | 4   |

## Кар'єра в Кубку світу
- Дебют в кубку світу — 8 грудня 2006 року в спринті в Гохфільцені — 57 місце.
- Перше потрапляння в залікову зону — 12 грудня 2008 року в спринті в Гохфільцені — 36 місце.
- Перший подіум — 18 березня 2016 року в спринті в Ханти-Мансійську — 1 місце

## Загальний залік в Кубку світу
- 2008–2009 — 88-е місце (18 очок)
- 2009–2010 — 114-е місце (5 очок)
- 2010–2011 — 47-е місце (142 очки)
- 2012–2013 — 40-е місце (197 очок)

## Статистика стрільби
| № п/п | Сезон     | Загальна         | Індивідуальна гонка | Спринт         | Гонка переслідування | Мас-старт      | Естафета       |
| ----- | --------- | ---------------- | ------------------- | -------------- | -------------------- | -------------- | -------------- |
| 1     | 2006-2007 | 63,3 % (19/30)   | 0,0 % (0/0)         | 70,0 % (7/10)  | 60,0 % (12/20)       | 0,0 % (0/0)    | 0,0 % (0/0)    |
| 2     | 2007-2008 | 67,1 % (47/70)   | 0,0 % (0/0)         | 63,3 % (19/30) | 70,0 % (28/40)       | 0,0 % (0/0)    | 0,0 % (0/0)    |
| 3     | 2008-2009 | 65,7 % (92/140)  | 68,3 % (41/60)      | 66,7 % (40/60) | 55,0 % (11/20)       | 0,0 % (0/0)    | 0,0 % (0/0)    |
| 4     | 2009-2010 | 75,0 % (15/20)   | 75,0 % (15/20)      | 0,0 % (0/0)    | 0,0 % (0/0)          | 0,0 % (0/0)    | 0,0 % (0/0)    |
| 5     | 2010-2011 | 76,4 % (84/110)  | 0,0 % (0/0)         | 86,7 % (26/30) | 75,0 % (45/60)       | 65,0 % (13/20) | 0,0 % (0/0)    |
| 6     | 2011-2012 | 60,0 % (6/10)    | 0,0 % (0/0)         | 60,0 % (6/10)  | 0,0 % (0/0)          | 0,0 % (0/0)    | 0,0 % (0/0)    |
| 7     | 2012-2013 | 71,0 % (198/279) | 65,0 % (13/20)      | 65,6 % (59/90) | 78,3 % (94/120)      | 80,0 % (16/20) | 55,2 % (16/29) |